# Thyridella subrostrata
Thyridella subrostrata är en svampart som beskrevs av Teng 1934. Thyridella subrostrata ingår i släktet Thyridella, divisionen sporsäcksvampar och riket svampar.   Inga underarter finns listade i Catalogue of Life.